# Bogud

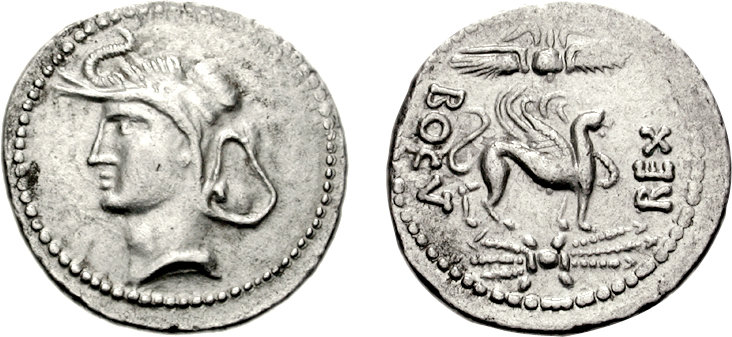
Münze des Bogud

Bogud (altgriechisch Βόγος Bogos, auch Βογούας Bogouas; † 31 v. Chr. in Methone) war spätestens ab 49 v. Chr. gemeinsam mit Bocchus II. König von Mauretanien.

## Leben
Bogud folgte zu einem nicht genau bekannten Zeitpunkt gemeinsam mit Bocchus II. dem König Mastane Sosus in der Herrschaft über Mauretanien. Dabei regierte Bogud den westlichen und Bocchus II. den östlichen Teil des Königreichs. Aus Filiationsangaben der Umschriften erhaltener Münzen des Bocchus II. wurde geschlossen, dass dieser ein Sohn des Mastane Sosus war. Ob Bogud ein Bruder des Bocchus II. war, wie häufig angenommen wird und auch wahrscheinlich ist, lässt sich aus den Quellen nicht belegen. Die wenigen erhaltenen Münzen des Bogud liefern keine Angaben zu dessen Abstammung; auf ihnen wird die lateinische Namensform des Königs als Bocut angegeben.
Beim Ausbruch des römischen Bürgerkriegs zwischen Caesar und Pompeius 49 v. Chr. wurden Βogud und Bocchus als Feinde der Senatspartei von Caesar als Könige Mauretaniens anerkannt. 48 v. Chr. brach unter den Truppen und Führern Caesars in Spanien ein Kampf aus. Ein Teil der Legionen fiel von dem Proprätor Quintus Cassius Longinus ab und stellte sich unter den Befehl des Quästors Marcus Marcellus. Cassius bat den Prokonsul von Hispania citerior, Marcus Aemilius Lepidus, und den König Bogud brieflich um Hilfe. Als Cassius in der Bergstadt Ulia von Marcellus eingeschlossen war, rückte Bogud zum Entsatz heran und lieferte mit wechselndem Erfolg Marcellus mehrere Treffen, ohne ihn indes zur Aufhebung der Einschließung zwingen zu können. Lepidus kam daraufhin mit 45 Kohorten zum Kampfschauplatz, befahl die Einstellung der Feindseligkeiten und erreichte, dass sich Marcellus ihm unterwarf. Nach dem Abschluss eines Waffenstillstands unternahmen die Truppen des Bogud unvermutet noch einen Angriff auf eine verschanzte Stellung des Marcellus. Lepidus unterdrückte diese Attacke aber schnell und Cassius erhielt freien Abzug.
Pompeius’ Sohn Gnaeus versuchte 47 v. Chr. mit wenigen Kriegsschiffen, an der Küste Mauretaniens zu landen und in Boguds Reich einzufallen, da dieser ein Anhänger Caesars war. Als Gnaeus aber die Stadt Ascurum angriff, wurde er zurückgeschlagen, schiffte sich wieder ein und segelte zu den Balearen. Während Caesars Feldzug in Spanien 45 v. Chr. nahm Bogud auf dessen Seite teil. Während der entscheidenden Schlacht bei Munda griff er, wiewohl unautorisiert, das Lager des Gnaeus Pompeius im Rücken von dessen Armee an, sodass Titus Labienus seine Position am Schlachtfeld verließ, um das Lager zu verteidigen. Die restliche Armee der Pompeianer glaubte aber, dass Labienus flüchten wollte, was Verwirrung in ihren Reihen auslöste. Caesar nutzte Boguds Manöver geschickt und errang so den Sieg. Der römische Diktator soll auch ein Liebesverhältnis mit Boguds attraktiver Gattin Eunoë unterhalten und ihr prächtige Geschenke gemacht haben.
In den römischen Parteikämpfen nach Caesars Ermordung 44 v. Chr. hielt Bogud zum Triumvirn Marcus Antonius. Er segelte nach Spanien und kämpfte dort gegen die Anhänger Octavians (des späteren Kaisers Augustus). Unterdessen kam es in seinem eigenen Reich, vor allem in der Umgebung der Stadt Tingis, zu einem Aufstand, der von Bocchus unterstützt wurde. Bogud musste daher rasch nach Nordafrika zurückzukehren, konnte sein Reich aber nicht mehr zurückgewinnen. Er floh daraufhin in den Osten zu Antonius, während sein Anteil an Mauretanien durch Bocchus mit Octavians nachträglicher Bestätigung in Besitz genommen wurde. Auf Seiten des Antonius nahm Bogud in Griechenland an dessen entscheidendem Krieg gegen Octavian teil. Er hielt den an der Südwestspitze Griechenlands gelegenen wichtigen Stützpunkt Methone besetzt und verlor zu Beginn dieses Kriegs im Frühling 31 v. Chr. bei der überraschenden Eroberung der stark befestigten Stadt durch Octavians herausragenden Feldherrn Marcus Vipsanius Agrippa sein Leben.